# Droga wojewódzka 120
Die Droga wojewódzka 120 (DW 120) ist eine polnische Woiwodschaftsstraße. Sie führt vom polnisch-deutschen Grenzübergang Gryfino (Greifenhagen)/Mescherin an der Oder in nordwestliche Richtung und verbindet die deutsche Bundesstraße 113 (B 113, bei Mescherin) und die polnischen Straßen Droga krajowa 31 (DK 31, bei Gryfino), Droga wojewódzka 119 (DW 119, bei Gardno (Garden)), Droga ekspresowa S3 (S3, bei Stare Czarnowo (Neumark)) und Droga krajowa 10 (DK 10, bei Kobylanka (Kublank)) miteinander. Die Gesamtlänge der Straße beträgt 35 Kilometer.
Die DW 120 verläuft innerhalb der Woiwodschaft Westpommern und in deren Kreisen Gryfino (Greifenhagen) und Stargard (Stargard/Pommern).

## Straßenverlauf
Woiwodschaft Westpommern:
Powiat Gryfiński (Kreis Greifenhagen)
- Grenzübergang Gryfino (Greifenhagen) (PL) / Mescherin (D) (Bundesstraße 113 → Tantow – Linken)
- Gryfino (Greifenhagen) (DK 31 → Szczecin (Stettin) bzw. → Kostrzyn nad Odrą (Küstrin) – Słubice (Frankfurt (Oder)-Dammvorstadt))

X Staatsbahnlinie 822: Wrocław (Breslau) – Szczecin (Stettin) X
- Wełtyń (Woltin)
- Gardno (Garden) (DW 119 → Wysoka Gryfińska (Wittstock) – Radziszewo (Retzowsfelde))
- Żelisławiec (Sinzlow)

X ehemalige Kleinbahnlinie: Stare Czarnowo (Neumark) – Chwarstnica (Klein Schönfeld) X
- Kartno (Kortenhagen)
- Glinna (Glien)

X ehemalige Kleinbahnlinie: Stare Czarnowo – Chwarstnica X
- Stare Czarnowo (Neumark) (DK 3 = Europastraße 65 → Goleniów (Gollnow) – Świnoujście (Swinemünde) bzw. → Pyrzyce (Pyritz) Zielona Góra (Grünberg/Schlesien) – Legnica (Liegnitz) – Jelenia Góra (Hirschberg) – Jakuszyce (Jakobsthal)/Tschechien)

> Weiterführung 3 Kilometer auf der DK 3 <
X ehemalige Kleinbahnlinie: Szczecin-Zdroje (Finkenwalde) – Stare Czarnowo (Neumark) X
- Kołbacz (Kolbatz)

~ Plonia (Plöne) ~
Powiat Stargardzki (Kreis Stargard/Pommern)
- Bielkowo (Belkow)
- Kobylanka (Kublank) (DK 10 → Szczecin (Stettin) – Lubieszyn (Neu Linken)/Deutschland (Bundesstraße 104 Richtung Pasewalk) bzw. →  Stargard (Stargard in Pommern) – Drawsko Pomorskie (Dramburg) – Wałcz (Deutsch Krone) – Piła (Schneidemühl) – Płońsk)